# Florin Gardoș
Florin Gardoș (Satu Mare, 29 oktober 1988) is een Roemeens voetballer die bij voorkeur als centrale verdediger speelt. Hij verruilde Steaua Boekarest in augustus 2014 voor Southampton. Gardoș debuteerde in 2011 in het Roemeens nationaal elftal.

## Clubcarrière
Gardoș speelde in de jeugd voor Olimpia Satu Mare, CSȘ Satu Mare, Florența Odoreu en Someșul Satu Mare. Hij debuteerde in 2006 in het eerste elftal van Concordia Chiajna, waar hij vier seizoenen speelde. Op 17 juni 2010 werd hij getransfereerd naar Steaua Boekarest. Op 16 augustus 2010 maakte hij zijn debuut voor de Roemeense hoofdstedelingen in de Liga 1, tegen Victoria Brănești. Op 11 november 2012 scoorde Gardoș zijn eerste doelpunt voor de club tegen Viitorul Constanța. Na het vertrek van Vlad Chiricheș naar Tottenham Hotspur werd hij basisspeler. Gardoș tekende op 14 augustus 2014 een vierjarig contract bij Southampton, dat naar verluidt circa 6 miljoen pond betaalde voor de centrumverdediger.

## Interlandcarrière
Gardoș debuteerde op 8 februari 2011 voor het Roemeens nationaal elftal in een vriendschappelijke interland tegen Oekraïne. Eerder kwam hij uit voor Roemenië –19 en Roemenië –21.

## Erelijst
| Kampioen Liga 1    | 2x | 2012/13, 2013/14 |
| Beker van Roemenië | 1x | 2010/11          |
| Roemeense Supercup | 1x | 2013             |

1 McCarthy ·
2 Walker-Peters ·
3 Manning ·
4 Downes ·
5 Stephens ·
6 Harwood-Bellis ·
7 Aribo ·
8 Smallbone ·
9 Armstrong ·
10 Lallana ·
11 Stewart ·
12 Edwards ·
13 Lumley ·
14 Bree ·
15 Wood ·
16 Sugawara ·
17 Brereton Díaz ·
18 Fernandes ·
19 Archer ·
20 Sulemana ·
21 Taylor ·
22 Alcaraz ·
23 Edozie ·
24 Charles ·
26 Ugochukwu ·
27 Amo-Ameyaw ·
28 Larios ·
31 Bazunu ·
32 Onuachu ·
33 Dibling ·
35 Bednarek ·
37 Bella-Kotchap ·
Coach: Martin